# Einar Ljungberg (konstnär)
John Einar Ljungberg, född 1906 i Malmö, död 1994, var en svensk målare och tecknare. 
Ljungberg studerade vid Malmö tekniska skola och Skånska målarskolan i Malmö. Hans konst består av interiörer med figurmotiv i olja eller akvarell.
Einar Ljungberg och hans bror Erik Ljungberg drev Ljungbergs Textiltryck. Einar formgav bland annat mönstret Vår.